# تشارلز بيلدن
تشارلز بيلدن (بالإنجليزية: Charles Belden)‏ هو مصور أمريكي، ولد في 16 نوفمبر 1887 في سان فرانسيسكو في الولايات المتحدة، وتوفي في 1966 في سانت بيترسبرغ في الولايات المتحدة.